# 大天池炮台
.
大天池炮台，位于中国江西省九江市庐山西部大天池，是一座由水泥、岩石构筑的军事堡垒。
抗日战争期间，1938年7月26日至1939年4月18日，江西省保安团第3团、第11团两个保安团3000余兵力，孤军固守庐山，坚持8月之久。进攻庐山的日军少将饭冢国五郎被击毙。最终守军顺利突围。
1987年，大天池炮台公布为第一批庐山风景名胜区文物保护单位。